# Херсонська тимчасово-каторжна тюрма
Херсонська тимчасово-каторжна тюрма — виправний заклад з 1906 року, що знаходиться у місті Херсон.

## Історія
На початку XX сторіччя, при чисельності населення Херсона в 67673 душі (на 1 січня 1910, в місті розміщувалося сім виправних закладів. У 1884 році з'явилося арештантське виправне відділення № 2. Під нього було пристосовано будівлю арсеналу скасованої Херсонської фортеці (сьогодні — вулиця Перекопська, 10). Інженер Залеський за участю архітекторів Штемпеля і Корфа переобладнав військовий склад під в'язницю. Незабаром статус виправного відділення змінився.

З 1906 року арештантів каторжного розряду в Росії перестали засилати на Сахалін. Це призвело до перетворення виправного відділення в Херсонську тимчасову каторжну в'язницю. В січні 1908 року у в'язниці перебував пролетарський поет О. М. Гмирьов, котрий, працюючи слюсарем у Миколаєві, брав участь у революційних діях.
На підставі вироків арештанти ділилися на 3 категорії:
- 1-а на термін понад 20 років і без терміну;
- 2-а на строк від 8 до 12 років;
- 3-тя на строк від 4 до 8 років.

Циркуляри Головного тюремного управління рекомендували розвиток арештантських робіт в місцях ув'язнення, а роботи оплачувалися за спеціальними тарифами.

## Виробництва та майстерні
У Херсонській каторжній в'язниці були наступні виробництва та майстерні:
- Ткацька майстерня: виробляла різні полотна, загальна продуктивність 350 тис. аршин на рік;
- Столярна майстерня: виготовляла рідкісні столярні роботи примітивним засобом;
- Палітурна майстерня;
- Картонажна фабрика: мала 9 закордонних машин, виробляла різні коробки до 8 тис. на день;
- Кошикова майстерня;
- Ковальська майстерня: мала 8 горнів і виробляла суднові цвяхи по 1 рублю за пуд, денний заробіток коваля, при виготовленні 30 фунтів цвяхів становив 75 коп.;
- Бондарна і слюсарна майстерні: працювали для потреб в'язниці;
- Військово-обмундировочна: майстерня мала 66 Зингеровських машин; у день випускала до 500 предметів обмундирування, арештанти заробляли до 50 коп. в день;
- Військово-шевська фабрика: на фабриці було 23 типи закордонних машин з електромоторами, заробіток арештантів становив від 60 коп. до 1 руб. в день;
- Оранжерея: де вирощувалося до 5 тис. хризантем і при ній гончарна майстерня.

У східній частина в’язниці знаходились: кухня, продуктова комора і пекарня. Раціон харчування арештантів: кілограм житнього хліба на день, на сніданок — чай, на обід — м’ясний суп або  борщ і каша, на вечерю також каша. Середа та п’ятниця — пісна їжа. В неділю вечері не було. Вартість харчування арештанта складала 9 копійок на день. За окрему платню можна було купити харчі в продуктовій лавці в'язниці.
При Херсонському Виправному арештанському Відділенні та Херсонській каторжній в'язниці знаходилися: церква в ім'я Покрова Пресвятої Богородиці, Римсько-католицька каплиця, синагога, лікарня та бібліотека. У в'язниці було парове опалення та телефонний зв'язок.

## Сучасний стан
З 1923 року у будівлі колишнього арсеналу знаходився Херсонський будинок примусових громадських робіт.

З 1964 року у ньому розміщений слідчий ізолятор № 28 Управління держдепартаменту України з питань виконання покарань у Херсонській області.

З 1959 року східний корпус колишнього арсеналу займає телецентр.